# Mörttjärnen (Arjeplogs socken, Lappland, 734066-157687)
Mörttjärnen är en sjö i Arjeplogs kommun i Lappland och ingår i Skellefteälvens huvudavrinningsområde. Sjön har en area på 0,386 kvadratkilometer och ligger 600,8 meter över havet. Sjön avvattnas av vattendraget Mörttjärnbäcken.

## Delavrinningsområde
Mörttjärnen ingår i det delavrinningsområde (733930-157777) som SMHI kallar för Inloppet i Akkesjaure. Medelhöjden är 605 meter över havet och ytan är 13,8 kvadratkilometer. Det finns inga avrinningsområden uppströms utan avrinningsområdet är högsta punkten. Mörttjärnbäcken som avvattnar avrinningsområdet har biflödesordning 2, vilket innebär att vattnet flödar genom totalt 2 vattendrag innan det når havet efter 269 kilometer. Avrinningsområdet består mestadels av skog (96 procent). Avrinningsområdet har 0,52 kvadratkilometer vattenytor vilket ger det en sjöprocent på 3,8 procent.